# Observatorio Sismológico de Lima
El observatorio Sismológico de Lima, Perú, fue creado en 1908, funcionaba en el Parque de la Exposición donde aún se encuentra el ambiente construido por el Ing.Basurco. 
Utilizó sismógrafos Wiechert y Milne. El sismógrafo Milne fue traído de Europa por el Sr. Barreda, socio de la Sociedad Geográfica de Lima. Emitió sismogramas que fueron reportados en copia a la Estación de la Isla de Wight en Inglaterra administrada por John Milne. Estuvo a cargo de Scipión E.Llona y eventualmente de Carlos Bachmann. 
Sus instalaciones y artefactos pasaron a poder del Ministerio de Fomento en 1924, cuando se creó el Observatorio Sismológico Nacional.
- Datos: Q5641215